# Velká cena Francie silničních motocyklů 2025
Velká cena Francie 2025 (oficiálně Michelin Grand Prix de France) byl šestý závodní víkend mistrovství světa silničních motocyklů 2025. Konal se 9. - 11. května na okruhu Bugatti Circuit v Le Mans.
Johann Zarco se stal prvním francouzským jezdcem, který zvítězil v Le Mans od dob Pierra Monnereta v roce 1954. Stalo se tak v dramatickém závodě poznamenaném měnícími se povětrnostními podmínkami. Pro Zarca to bylo první vítězství od australského závodu na Phillip Islandu v roce 2023, kdy startoval za Pramac Racing, a zároveň první triumf týmu LCR Honda od vítězství Álexe Rinse na okruhu Circuit of the Americas v témže roce.
Lídr šampionátu Marc Márquez dojel druhý v barvách továrního týmu Ducati a přerušil tak rekordní sérii 22 po sobě jdoucích vítězství této značky v závodech Grand Prix. Předtím byl tento rekord sdílen s Hondou, která zaznamenala 22 vítězství v řadě mezi Velkou cenou Malajsie 1997 a Dutch TT 1998.
Třetí místo obsadil nováček Fermín Aldeguer, pro něhož to bylo vůbec první pódiové umístění v královské třídě MotoGP.
Poprvé v historii MotoGP přivítala Velká cena více než 311 797 diváků během jednoho víkendu.

## Výsledky sprintu MotoGP
| Poř.                                                         | Č. | Jezdec                | Tým                               | Výrobce | Kol | Čas       | St. | Body |
| ------------------------------------------------------------ | -- | --------------------- | --------------------------------- | ------- | --- | --------- | --- | ---- |
| 1                                                            | 93 | Marc Márquez          | Ducati Lenovo Team                | Ducati  | 13  | 19:49.022 | 2   | 12   |
| 2                                                            | 73 | Álex Márquez          | BK8 Gresini Racing MotoGP         | Ducati  | 13  | +0.530    | 3   | 9    |
| 3                                                            | 54 | Fermín Aldeguer       | BK8 Gresini Racing MotoGP         | Ducati  | 13  | +2.164    | 4   | 7    |
| 4                                                            | 20 | Fabio Quartararo      | Monster Energy Yamaha MotoGP Team | Yamaha  | 13  | +2.840    | 1   | 6    |
| 5                                                            | 12 | Maverick Viñales      | Red Bull KTM Tech3                | KTM     | 13  | +5.285    | 5   | 5    |
| 6                                                            | 5  | Johann Zarco          | Castrol Honda LCR                 | Honda   | 13  | +7.939    | 11  | 4    |
| 7                                                            | 49 | Fabio Di Giannantonio | Pertamina Enduro VR46 Racing Team | Ducati  | 13  | +8.367    | 17  | 3    |
| 8                                                            | 42 | Álex Rins             | Monster Energy Yamaha MotoGP Team | Yamaha  | 13  | +8.930    | 14  | 2    |
| 9                                                            | 36 | Joan Mir              | Honda HRC Castrol                 | Honda   | 13  | +9.858    | 15  | 1    |
| 10                                                           | 25 | Raúl Fernández        | Trackhouse MotoGP Team            | Aprilia | 13  | +11.599   | 10  |      |
| 11                                                           | 43 | Jack Miller           | Prima Pramac Yamaha MotoGP        | Yamaha  | 13  | +12.238   | 8   |      |
| 12                                                           | 10 | Luca Marini           | Honda HRC Castrol                 | Honda   | 13  | +12.458   | 16  |      |
| 13                                                           | 23 | Enea Bastianini       | Red Bull KTM Tech3                | KTM     | 13  | +12.540   | 17  |      |
| 14                                                           | 79 | Ai Ogura              | Trackhouse MotoGP Team            | Aprilia | 13  | +13.610   | 19  |      |
| 15                                                           | 21 | Franco Morbidelli     | Pertamina Enduro VR46 Racing Team | Ducati  | 13  | +13.752   | 9   |      |
| 16                                                           | 30 | Takaaki Nakagami      | Honda HRC Test Team               | Honda   | 13  | +15.381   | 22  |      |
| 17                                                           | 72 | Marco Bezzecchi       | Aprilia Racing                    | Aprilia | 13  | +15.904   | 7   |      |
| 18                                                           | 32 | Lorenzo Savadori      | Aprilia Racing                    | Aprilia | 13  | +27.507   | 21  |      |
| 19                                                           | 37 | Pedro Acosta          | Red Bull KTM Factory Racing       | KTM     | 13  | +28.342   | 12  |      |
| 20                                                           | 88 | Miguel Oliveira       | Prima Pramac Yamaha MotoGP        | Yamaha  | 13  | +44.807   | 20  |      |
| NC                                                           | 33 | Brad Binder           | Red Bull KTM Factory Racing       | KTM     | 4   | nehoda    | 13  |      |
| NC                                                           | 63 | Francesco Bagnaia     | Ducati Lenovo Team                | Ducati  | 1   | nehoda    | 6   |      |
| Nejrychlejší kolo: Marc Márquez (Ducati) – 1:36.665 (kolo 3) |    |                       |                                   |         |     |           |     |      |
| OFFICIAL MOTOGP SPRINT REPORT                                |    |                       |                                   |         |     |           |     |      |

## Závody

### MotoGP
| Poř.                                                         | Č. | Jezdec                | Tým                               | Výrobce | Kol | Čas       | St. | Body |
| ------------------------------------------------------------ | -- | --------------------- | --------------------------------- | ------- | --- | --------- | --- | ---- |
| 1                                                            | 5  | Johann Zarco          | CASTROL Honda LCR                 | Honda   | 26  | 45:47.541 | 11  | 25   |
| 2                                                            | 93 | Marc Márquez          | Ducati Lenovo Team                | Ducati  | 26  | +19.907   | 2   | 20   |
| 3                                                            | 54 | Fermín Aldeguer       | BK8 Gresini Racing MotoGP         | Ducati  | 26  | +26.532   | 4   | 16   |
| 4                                                            | 37 | Pedro Acosta          | Red Bull KTM Factory Racing       | KTM     | 26  | +29.631   | 12  | 13   |
| 5                                                            | 12 | Maverick Viñales      | Red Bull KTM Tech3                | KTM     | 26  | +38.136   | 5   | 11   |
| 6                                                            | 30 | Takaaki Nakagami      | Honda HRC Test Team               | Honda   | 26  | +59.527   | 22  | 10   |
| 7                                                            | 25 | Raúl Fernández        | Trackhouse MotoGP Team            | Aprilia | 26  | +1'10.302 | 10  | 9    |
| 8                                                            | 49 | Fabio Di Giannantonio | Pertamina Enduro VR46 Racing Team | Ducati  | 26  | +1'10.363 | 17  | 8    |
| 9                                                            | 32 | Lorenzo Savadori      | Aprilia Racing                    | Aprilia | 26  | +1'25.793 | 21  | 7    |
| 10                                                           | 79 | Ai Ogura              | Trackhouse MotoGP Team            | Aprilia | 26  | +1'26.529 | 19  | 6    |
| 11                                                           | 10 | Luca Marini           | Honda HRC Castrol                 | Honda   | 26  | +1'32.535 | 16  | 5    |
| 12                                                           | 42 | Álex Rins             | Monster Energy Yamaha MotoGP Team | Yamaha  | 26  | +1'35.357 | 14  | 4    |
| 13                                                           | 23 | Enea Bastianini       | Red Bull KTM Tech3                | KTM     | 25  | +1 kolo   | 18  | 3    |
| 14                                                           | 72 | Marco Bezzecchi       | Aprilia Racing                    | Aprilia | 25  | +1 kolo   | 7   | 2    |
| 15                                                           | 21 | Franco Morbidelli     | Pertamina Enduro VR46 Racing Team | Ducati  | 25  | +1 kolo   | 9   | 1    |
| 16                                                           | 63 | Francesco Bagnaia     | Ducati Lenovo Team                | Ducati  | 25  | +1 kolo   | 6   |      |
| Ret                                                          | 73 | Álex Márquez          | BK8 Gresini Racing MotoGP         | Ducati  | 22  | nehoda    | 3   |      |
| Ret                                                          | 88 | Miguel Oliveira       | Prima Pramac Yamaha MotoGP        | Yamaha  | 18  | nehoda    | 20  |      |
| Ret                                                          | 33 | Brad Binder           | Red Bull KTM Factory Racing       | KTM     | 6   | nehoda    | 13  |      |
| Ret                                                          | 43 | Jack Miller           | Prima Pramac Yamaha MotoGP        | Yamaha  | 5   | nehoda    | 8   |      |
| Ret                                                          | 20 | Fabio Quartararo      | Monster Energy Yamaha MotoGP Team | Yamaha  | 3   | nehoda    | 1   |      |
| Ret                                                          | 36 | Joan Mir              | Honda HRC Castrol                 | Honda   | 0   | nehoda    | 15  |      |
| Nejrychlejší kolo: Álex Márquez (Ducati) - 1:34.187 (kolo 3) |    |                       |                                   |         |     |           |     |      |
| OFFICIAL MOTOGP RACE REPORT                                  |    |                       |                                   |         |     |           |     |      |

### Moto2
| Poř.                                                         | Č. | Jezdec                  | Tým                           | Výrobce         | Kol | Čas       | St. | Body |
| ------------------------------------------------------------ | -- | ----------------------- | ----------------------------- | --------------- | --- | --------- | --- | ---- |
| 1                                                            | 18 | Manuel González         | Liqui Moly Dynavolt Intact GP | Kalex           | 22  | 35:05.439 | 1   | 25   |
| 2                                                            | 7  | Barry Baltus            | Fantic Racing Lino Sonego     | Kalex           | 22  | +1.811    | 2   | 20   |
| 3                                                            | 44 | Arón Canet              | Fantic Racing Lino Sonego     | Kalex           | 22  | +6.113    | 4   | 16   |
| 4                                                            | 10 | Diogo Moreira           | Italtrans Racing Team         | Kalex           | 22  | +6.480    | 3   | 13   |
| 5                                                            | 96 | Jake Dixon              | Elf Marc VDS Racing Team      | Luca Boscoscuro | 22  | +6.775    | 5   | 11   |
| 6                                                            | 75 | Albert Arenas           | Italjet Gresini Moto2         | Kalex           | 22  | +8.026    | 4   | 10   |
| 7                                                            | 12 | Filip Salač             | Elf Marc VDS Racing Team      | Luca Boscoscuro | 22  | +8.681    | 7   | 9    |
| 8                                                            | 13 | Celestino Vietti        | Folladore SpeedRS Team        | Luca Boscoscuro | 22  | +9.393    | 9   | 8    |
| 9                                                            | 4  | Iván Ortolá             | QJMotor – Frinsa – MSi        | Luca Boscoscuro | 22  | +12.805   | 10  | 7    |
| 10                                                           | 21 | Alonso López            | Folladore SpeedRS Team        | Luca Boscoscuro | 22  | +13.071   | 8   | 6    |
| 11                                                           | 80 | David Alonso            | CFMoto Gaviota Aspar Team     | Kalex           | 22  | +15.758   | 12  | 5    |
| 12                                                           | 16 | Joe Roberts             | OnlyFans American Racing Team | Kalex           | 22  | +17.369   | 22  | 4    |
| 13                                                           | 3  | Sergio García           | QJMotor – Frinsa – MSi        | Luca Boscoscuro | 22  | +17.578   | 16  | 3    |
| 14                                                           | 81 | Senna Agius             | Liqui Moly Dynavolt Intact GP | Kalex           | 22  | +18.683   | 14  | 2    |
| 15                                                           | 24 | Marcos Ramírez          | OnlyFans American Racing Team | Kalex           | 22  | +18.880   | 17  | 1    |
| 16                                                           | 27 | Daniel Holgado          | CFMoto Gaviota Aspar Team     | Kalex           | 22  | +24.212   | 21  |      |
| 17                                                           | 53 | Deniz Öncü              | Red Bull KTM Ajo              | Kalex           | 22  | +24.695   | 13  |      |
| 18                                                           | 99 | Adrián Huertas          | Italtrans Racing Team         | Kalex           | 22  | +32.466   | 24  |      |
| 19                                                           | 84 | Zonta van den Goorbergh | RW-Idrofoglia Racing GP       | Kalex           | 22  | +32.639   | 20  |      |
| 20                                                           | 71 | Ayumu Sasaki            | RW-Idrofoglia Racing GP       | Kalex           | 22  | +39.496   | 23  |      |
| 21                                                           | 17 | David Muñoz             | Klint Forward Factory Team    | Forward Racing  | 22  | +46.559   | 26  |      |
| 22                                                           | 92 | Yuki Kunii              | Idemitsu Honda Team Asia      | Kalex           | 22  | +47.032   | 25  |      |
| Ret                                                          | 28 | Izan Guevara            | Blu Cru Pramac Yamaha Moto2   | Luca Boscoscuro | 18  | technika  | 15  |      |
| Ret                                                          | 9  | Jorge Navarro           | Klint Forward Factory Team    | Forward Racing  | 11  | nehoda    | 18  |      |
| Ret                                                          | 14 | Tony Arbolino           | Blu Cru Pramac Yamaha Moto2   | Luca Boscoscuro | 2   | nehoda    | 11  |      |
| Ret                                                          | 95 | Collin Veijer           | Red Bull KTM Ajo              | Kalex           | 0   | nehoda    | 19  |      |
| Nejrychlejší kolo: Barry Baltus (Kalex) - 1:34.941 (kolo 10) |    |                         |                               |                 |     |           |     |      |
| OFFICIAL MOTO2 RACE REPORT                                   |    |                         |                               |                 |     |           |     |      |

### Moto3
| Poř.                                                       | Č. | Jezdec             | Tým                           | Výrobce | Kol | Čas       | St. | Body |
| ---------------------------------------------------------- | -- | ------------------ | ----------------------------- | ------- | --- | --------- | --- | ---- |
| 1                                                          | 99 | José Antonio Rueda | Red Bull KTM Ajo              | KTM     | 20  | 34:01.752 | 8   | 25   |
| 2                                                          | 66 | Joel Kelso         | LEVELUP-MTA                   | KTM     | 20  | +0.636    | 3   | 20   |
| 3                                                          | 64 | David Muñoz        | Liqui Moly Dynavolt Intact GP | KTM     | 22  | +0.124    | 6   | 16   |
| 4                                                          | 83 | Álvaro Carpe       | Red Bull KTM Ajo              | KTM     | 20  | +3.788    | 13  | 13   |
| 5                                                          | 22 | David Almansa      | Leopard Racing                | Honda   | 20  | +6.001    | 9   | 11   |
| 6                                                          | 72 | Taiyo Furusato     | Honda Team Asia               | Honda   | 20  | +6.343    | 11  | 10   |
| 7                                                          | 28 | Máximo Quiles      | CFMoto Gaviota Aspar Team     | KTM     | 20  | +6.521    | 1   | 9    |
| 8                                                          | 31 | Adrián Fernández   | Leopard Racing                | Honda   | 20  | +6.876    | 5   | 8    |
| 9                                                          | 58 | Luca Lunetta       | Sic58 Squadra Corse           | Honda   | 20  | +7.192    | 16  | 7    |
| 10                                                         | 73 | Valentín Perrone   | Red Bull KTM Tech3            | KTM     | 20  | +7.241    | 7   | 6    |
| 11                                                         | 71 | Dennis Foggia      | CFMoto Gaviota Aspar Team     | KTM     | 20  | +8.574    | 15  | 5    |
| 12                                                         | 19 | Scott Ogden        | CIP Green Power               | KTM     | 20  | +8.832    | 17  | 4    |
| 13                                                         | 12 | Jacob Roulstone    | Red Bull KTM Tech3            | KTM     | 20  | +12.153   | 18  | 3    |
| 14                                                         | 14 | Cormac Buchanan    | Denssi Racing – BOE           | KTM     | 20  | +12.257   | 19  | 2    |
| 15                                                         | 10 | Nicola Carraro     | Rivacold Snipers Team         | Honda   | 20  | +12.448   | 10  | 1    |
| 16                                                         | 32 | Vicente Pérez      | LEVELUP-MTA                   | KTM     | 20  | +19.468   | 14  |      |
| 17                                                         | 94 | Guido Pini         | Liqui Moly Dynavolt Intact GP | KTM     | 20  | +29.799   | 2   |      |
| 18                                                         | 54 | Riccardo Rossi     | Rivacold Snipers Team         | Honda   | 20  | +30.601   | 22  |      |
| 19                                                         | 5  | Tatchakorn Buasri  | Honda Team Asia               | Honda   | 20  | +30.738   | 23  |      |
| 20                                                         | 55 | Noah Dettwiler     | CIP Green Power               | KTM     | 20  | +31.130   | 24  |      |
| 21                                                         | 34 | Jakob Rosenthaler  | Denssi Racing – BOE           | KTM     | 20  | +1:26.153 | 25  |      |
| Ret                                                        | 36 | Ángel Piqueras     | Frinsa – MT Helmets – MSI     | KTM     | 9   | nehoda    | 4   |      |
| Ret                                                        | 11 | Adrián Cruces      | GRYD - Mlav Racing            | KTM     | 8   | nehoda    | 20  |      |
| Ret                                                        | 82 | Stefano Nepa       | Sic58 Squadra Corse           | Honda   | 8   | technika  | 21  |      |
| Ret                                                        | 8  | Eddie O'Shea       | GRYD - Mlav Racing            | Honda   | 6   | nehoda    | 26  |      |
| Ret                                                        | 6  | Ryusei Yamanaka    | Frinsa – MT Helmets – MSI     | KTM     | 1   | nehoda    | 12  |      |
| Nejrychlejší kolo: Álvaro Carpe (KTM) - 1:40.838 (kolo 11) |    |                    |                               |         |     |           |     |      |
| OFFICIAL MOTO3 RACE REPORT                                 |    |                    |                               |         |     |           |     |      |

### MotoE

#### Závod 1
| Poř.                         | Č. | Jezdec              | Tým                          | Výrobce | Kol | Čas      | St. | Body |
| ---------------------------- | -- | ------------------- | ---------------------------- | ------- | --- | -------- | --- | ---- |
| 1                            | 99 | Óscar Gutiérrez     | MSI Racing Team              | Ducati  | 4   | 6:40.445 | 3   | 25   |
| 2                            | 9  | Andrea Mantovani    | KLINT Forward Factory Team   | Ducati  | 4   | +0.436   | 4   | 20   |
| 3                            | 61 | Alessandro Zaccone  | Aruba Cloud MotoE Team       | Ducati  | 4   | +1.661   | 1   | 16   |
| 4                            | 21 | Kevin Zannoni       | Power Electronics Aspar Team | Ducati  | 4   | +2.288   | 5   | 13   |
| 5                            | 40 | Mattia Casadei      | LCRE Team                    | Ducati  | 4   | +2.848   | 10  | 11   |
| 6                            | 7  | Lorenzo Baldassarri | Dynavolt Intact GP           | Ducati  | 4   | +2.992   | 8   | 10   |
| 7                            | 81 | Jordi Torres        | Power Electronics Aspar Team | Ducati  | 4   | +3.456   | 6   | 9    |
| 8                            | 6  | María Herrera       | KLINT Forward Factory Team   | Ducati  | 4   | +5.201   | 9   | 8    |
| 9                            | 29 | Nicholas Spinelli   | Rivacold Snipers Team MotoE  | Ducati  | 4   | +6.996   | 11  | 7    |
| 10                           | 72 | Alessio Finello     | Felo Gresini MotoE           | Ducati  | 4   | +8.395   | 12  | 6    |
| 11                           | 12 | Jacopo Hosciuc      | MSI Racing Team              | Ducati  | 4   | +10.829  | 13  | 5    |
| 12                           | 47 | Tibor Erik Varga    | Rivacold Snipers Team MotoE  | Ducati  | 4   | +11.118  | 15  | 4    |
| 13                           | 19 | RSM Luca Bernardi   | Aruba Cloud MotoE Team       | Ducati  | 4   | +11.331  | 14  | 3    |
| Ret                          | 28 | Tommaso Occhi       | Ongetta SIC58 Squadra Corse  | Ducati  | 3   | nehoda   | 16  |      |
| Ret                          | 11 | Matteo Ferrari      | Felo Gresini MotoE           | Ducati  | 1   | nehoda   | 7   |      |
| NC                           | 51 | Eric Granado        | LCRE Team                    | Ducati  | 0   | DNS      | 2   |      |
| NC                           | 77 | Raffaele Fusco      | Ongetta SIC58 Squadra Corse  | Ducati  | 0   | DNS      | 17  |      |
| OFFICIAL MOTOE RACE 1 REPORT |    |                     |                              |         |     |          |     |      |

#### Závod 2
| Poř.                         | Č. | Jezdec              | Tým                          | Výrobce | Kol | Čas       | St. | Body |
| ---------------------------- | -- | ------------------- | ---------------------------- | ------- | --- | --------- | --- | ---- |
| 1                            | 40 | Mattia Casadei      | LCRE Team                    | Ducati  | 8   | 13:26.643 | 10  | 25   |
| 2                            | 21 | Kevin Zannoni       | Power Electronics Aspar Team | Ducati  | 8   | +1.225    | 5   | 20   |
| 3                            | 81 | Jordi Torres        | Power Electronics Aspar Team | Ducati  | 8   | +4.653    | 6   | 16   |
| 4                            | 6  | María Herrera       | KLINT Forward Factory Team   | Ducati  | 8   | +5.084    | 9   | 13   |
| 5                            | 7  | Lorenzo Baldassarri | Dynavolt Intact GP           | Ducati  | 8   | +5.855    | 8   | 11   |
| 6                            | 29 | Nicholas Spinelli   | Rivacold Snipers Team MotoE  | Ducati  | 8   | +6.713    | 11  | 10   |
| 7                            | 9  | Andrea Mantovani    | KLINT Forward Factory Team   | Ducati  | 8   | +7.160    | 4   | 9    |
| 8                            | 12 | Jacopo Hosciuc      | MSI Racing Team              | Ducati  | 8   | +10.785   | 13  | 8    |
| 9                            | 19 | RSM Luca Bernardi   | Aruba Cloud MotoE Team       | Ducati  | 8   | +12.043   | 14  | 7    |
| 10                           | 47 | Tibor Erik Varga    | Rivacold Snipers Team MotoE  | Ducati  | 8   | +12.170   | 15  | 6    |
| 11                           | 72 | Alessio Finello     | Felo Gresini MotoE           | Ducati  | 8   | +12.413   | 12  | 5    |
| 12                           | 77 | Raffaele Fusco      | Ongetta SIC58 Squadra Corse  | Ducati  | 8   | +31.014   | 17  | 4    |
| 13                           | 28 | Tommaso Occhi       | Ongetta SIC58 Squadra Corse  | Ducati  | 8   | +48.095   | 16  | 3    |
| Ret                          | 11 | Matteo Ferrari      | Felo Gresini MotoE           | Ducati  | 3   | nehoda    | 7   |      |
| Ret                          | 99 | Óscar Gutiérrez     | MSI Racing Team              | Ducati  | 1   | nehoda    | 3   |      |
| Ret                          | 61 | Alessandro Zaccone  | Aruba Cloud MotoE Team       | Ducati  | 1   | nehoda    | 1   |      |
| NC                           | 51 | Eric Granado        | LCRE Team                    | Ducati  | 0   | DNS       | 2   |      |
| OFFICIAL MOTOE RACE 2 REPORT |    |                     |                              |         |     |           |     |      |

## Pořadí jezdců MotoGP
|   | Poř. | Jezdec                | Body |
| - | ---- | --------------------- | ---- |
| 1 | 1    | Marc Márquez          | 171  |
| 1 | 2    | Álex Márquez          | 149  |
|   | 3    | Francesco Bagnaia     | 120  |
|   | 4    | Franco Morbidelli     | 85   |
|   | 5    | Fabio Di Giannantonio | 74   |

## Startovní listina MotoGP
| Tovární týmy                      | Tovární týmy | Tovární týmy            | Tovární týmy | Tovární týmy          |
| Tým                               | Konstruktér  | Motorka                 | st.č.        | Jezdec                |
| --------------------------------- | ------------ | ----------------------- | ------------ | --------------------- |
| Aprilia Racing                    | Aprilia      | Aprilia RS-GP25         | 32           | Lorenzo Savadori      |
| Aprilia Racing                    | Aprilia      | Aprilia RS-GP25         | 72           | Marco Bezzecchi       |
| Ducati Lenovo Team                | Ducati       | Ducati Desmosedici GP25 | 63           | Francesco Bagnaia     |
| Ducati Lenovo Team                | Ducati       | Ducati Desmosedici GP25 | 93           | Marc Márquez          |
| Honda HRC Castrol                 | Honda        | Honda RC213V            | 10           | Luca Marini           |
| Honda HRC Castrol                 | Honda        | Honda RC213V            | 36           | Joan Mir              |
| Honda HRC Castrol                 | Honda        | Honda RC213V            | 30           | Takaaki Nakagami      |
| Red Bull KTM Factory Racing       | KTM          | KTM RC16                | 33           | Brad Binder           |
| Red Bull KTM Factory Racing       | KTM          | KTM RC16                | 37           | Pedro Acosta          |
| Monster Energy Yamaha MotoGP      | Yamaha       | Yamaha YZR-M1           | 20           | Fabio Quartararo      |
| Monster Energy Yamaha MotoGP      | Yamaha       | Yamaha YZR-M1           | 42           | Álex Rins             |
| Satelitní týmy                    |              |                         |              |                       |
| Tým                               | Konstruktér  | Motorka                 | st.č.        | Jezdec                |
| Trackhouse MotoGP Team            | Aprilia      | Aprilia RS-GP           | 25           | Raúl Fernández        |
| Trackhouse MotoGP Team            | Aprilia      | Aprilia RS-GP           | 79           | Ai Ogura              |
| Pertamina Enduro VR46 Racing Team | Ducati       | Ducati Desmosedici GP24 | 21           | Franco Morbidelli     |
| Pertamina Enduro VR46 Racing Team | Ducati       | Ducati Desmosedici GP25 | 49           | Fabio Di Giannantonio |
| Gresini Racing MotoGP             | Ducati       | Ducati Desmosedici GP24 | 54           | Fermín Aldeguer       |
| Gresini Racing MotoGP             | Ducati       | Ducati Desmosedici GP24 | 73           | Álex Márquez          |
| LCR Honda Castrol                 | Honda        | Honda RC213V            | 5            | Johann Zarco          |
| Red Bull KTM Tech3                | KTM          | KTM RC16                | 12           | Maverick Viñales      |
| Red Bull KTM Tech3                | KTM          | KTM RC16                | 23           | Enea Bastianini       |
| Prima Pramac Yamaha               | Yamaha       | Yamaha YZR-M1           | 43           | Jack Miller           |
| Prima Pramac Yamaha               | Yamaha       | Yamaha YZR-M1           | 88           | Miguel Oliveira       |

| Legenda                 |
| ----------------------- |
| Stálý jezdec            |
| Nováček                 |
| Jezdec na divokou kartu |
| Náhradní jezdec         |

| Předchozí Velká cena: Velká cena Španělska 2025 | Mistrovství světa silničních motocyklů 2025 | Následující Velká cena: Velká cena Velké Británie 2025 |
| Předchozí ročník: Velká cena Francie 2024       | Velká cena Francie silničních motocyklů     | Následující ročník: Velká cena Francie 2026            |